# Willemijn Duster
Willemijn Margaretha Duyster  est une joueuse néerlandaise de hockey sur gazon née le 5 avril 1970 à Amsterdam. Elle est la sœur du rameur Jeroen Duyster. 

## Biographie
Willemijn Duyster remporte avec la sélection néerlandaise la médaille de bronze des Jeux olympiques d'été de 1996 à Atlanta.

## Palmarès
- Jeux olympiques d'été de 1996 à Atlanta
  -  Médaille de bronze.